# Mässingssextett
Mässingssextett är en svensk ensembleform som omfattar sex bleckblåsmusiker och ibland även en slagverkare. Andra namn för denna och liknande konstellationer är hornkapell, brukskapell, mässingskapell och brunnsmusiksextett.

## Sättning
Den traditionella sättningen var
- Ess-kornett
- B-kornett
- Althorn (i ess)
- Tenorhorn
- Ventilbasun (i b)
- F-tuba.

Eftersom dessa instrument är sällsynta idag ersätts ofta några av instrumenten med modernare motsvarigheter. I sin nyaste form spelas musik för mässingssextett med två trumpeter, ett althorn, två tromboner och en tuba. För att inte förväxla denna modernare instrumentering med den ursprungliga ovan nämnda bör ensembleformen då korrekt benämnas brassextett.